# Dagmar Mocná
Dagmar Mocná (* 21. května 1958, Most) je česká literární teoretička a historička.

## Život a dílo
Po studiích na gymnáziu vystudovala obory český jazyk a literatura - hudební výchova na Filozofické fakultě Univerzity Karlovy, absolvovala v roce 1982 diplomovou prací o recepci Anny Proletářky. V 80. letech 20. století byla zaměstnána v Ústavu pro českou a světovou literaturu, v roce 1987 získala vědeckou hodnost CSc. prací Hledání prozaického tvaru, od roku 1997 docentkou české literatury (prací Červená knihovna). Dne 17. dubna 2007 byla prezidentem České republiky Václavem Klausem jmenována profesorkou pro obor dějiny české literatury.
Od roku 1993 vyučuje na Katedře české literatury Pedagogické fakulty Univerzity Karlovy. Funkci vedoucí katedry zastávala ve dvou obdobích, poprvé mezi roky 1997 až 2015, podruhé od roku 2018 do roku 2021.
V odborné tvorbě se zaměřuje zejména na monografie o literárních dílech (Případ Kondelík, Záludný svět Povídek malostranských). Dalším jejím badatelským zájmem jsou dějiny a teorie populární literatury, historická poetika a mapování fikčního světa. Na PedF UK přednáší dějiny literatury 1. poloviny 20. století.
Dagmar Mocná je vdaná a má dvě děti.